# Katedra Matki Bożej Wspomożenia Wiernych i św. Piotra z Alkantry w Shrewsbury
Katedra w Shrewsbury (ang. Cathedral Church of Our Lady Help of Christians and Saint Peter of Alcantara) – katedra rzymskokatolicka w Shrewsbury. Główna świątynia diecezji Shrewsbury. Mieści się przy Town Walls.
Budowa świątyni zakończyła się w 1856, konsekrowana w 1856. Projektantem świątyni był Edward Welby Pugin. Reprezentuje styl neogotycki. Nie posiada wieży.